# Hydrellia ochtheroides
Hydrellia ochtheroides är en tvåvingeart som beskrevs av Canzoneri och Rampini 1998. Hydrellia ochtheroides ingår i släktet Hydrellia och familjen vattenflugor.
Artens utbredningsområde är Sierra Leone. Inga underarter finns listade i Catalogue of Life.